# Enhanced Data Rates for GSM Evolution
Enhanced Data Rates for GSM Evolution (EDGE) se referă la o tehnică pentru creșterea ratelor de transmitere a datelor în rețelele de telefonie mobilă GSM prin introducerea unei metode modulare suplimentare.
EDGE reprezintă o dezvoltare a tehnologiei GSM, care se integrează cu efort moderat în rețelele de telefonie mobilă fără a modifica sau substitui infrastructura existentă. În esență, este necesar să se actualizeze software-ul de stație de bază GSM și, după caz, eventual înlocuirea unor componente individuale.
EDGE este semnificativ mai rapid decât GPRS (2G), cu o viteză de download de până la 384 kbps. EDGE este numită cel mai adesea o rețea de 2.5G, deoarece are și anumite caracteristici ale unei rețele 3G, dar nu satisface specificațiile.